# Розмарі Нітрібітт
Розмарі Нітрібітт (нім. Rosemarie Nitribitt; 1 лютого 1933 — 29 жовтня 1957) — німецька повія, загадково і скандально вбита в епоху економічного дива.

## Біографія
Розмарі Нітрібітт народилася в неблагополучній родині. У неї були дві сестри. Батьки поводилися з нею жорстоко. У 1937 році її матір позбавили батьківських прав. Розмарі потрапила до прийомних батьків. Коли їй було 11 років, її зґвалтував 18-річний юнак. Досягнувши повноліття, Розмарі стала вести безладне сексуальне життя. Вона мріяла про кар'єру моделі і стати знаменитою, але через манери її не взяли. Розмарі Нітрібітт стала повією і обслужила понад 100 помітних фігур того часу, хоча жодне ім'я так і не було офіційно назване. Незабаром Розмарі роз'їжджала в шикарному «Мерседесі» з білим пуделем на руках і діамантовими каблучками на пальцях.

### Вбивство
1 листопада 1957 року сусіди по квартирі відчули поганий запах з дому Розмарі. Вони викликали поліцію. Поліцейські, що приїхали, увійшли до квартири і знайшли там труп 26-річної Нітрібітт. У неї була пробита голова, смерть настала від задушення. Її вбили за кілька днів до виявлення. Передбачалося, що Нітрібітт могла шантажувати когось із вищого світу, за що і була вбита. Вбивство Розмарі Нітрібітт залишилося нерозкритим.

## У масовій культурі
- У квітні 1958 року, рівно через півроку після вбивства, почалися зйомки художнього фільму про Розмарі Нітрібітт. У серпні 1958 року відбулася прем'єра фільму «Дівиця Розмарі[en]».
- У 1996 році на екрани вийшов ремейк фільму 1958 року «Дівиця Розмарі[en]» з Ніною Госс у головній ролі.